# Phillip Noyce
Phillip Noyce (* 29. dubna 1950 Griffith, Nový Jižní Wales, Austrálie) je australský filmový režisér.
Absolvoval Univerzitu Sydney. První film natočil v roce 1975. Velký úspěch zaznamenal jeho film Newsfront (1978). Mezi jeho další snímky patří např. Vysoká hra patriotů (1992) nebo Tichý Američan (2002). Pracoval také pro australskou televizi, pro kterou natočil sérii The Dismissal nebo The Cowra Breakout.